# Manuel Mimbela
Manuel de Mimbela y Morlans (Fraga, España, 13 de junio de 1661-Guadalajara de la Nueva España, Nueva España, Imperio Español, 14 de mayo de 1721) fue un monje franciscano español, propuesto para obispo de Panamá y Ohajaca; a partir de 1714, obispo de Guadalajara de la Nueva España.

## Biografía
Si bien su nacimiento en Fraga, en la provincia de Huesca, parece seguro, el lugar de su educación está discutida. Latassa y Manuel Gracia Rivas consideran que se educó en Fraga y tomó el hábito en el convento de San Francisco de Borja local. Por su parte, José Arlegui considera a Mimbela hijo de una familia de la pequeña nobleza local que fue enviado a la Universidad de Zaragoza para su educación; posteriormente habría tomado el hábito a los 15 años en el convento de San Francisco de Zaragoza. Posiblemente estudió Artes en el convento de San Francisco en Borja entre 1681 y 1684 con Pedro Lázaro, que más tarde sería obsipo de Ugento en Italia. Sus hermanos, también religiosos, ocuparon cargos importantes en las estructuras eclesiásticas de la América española: Mateo de Mimbela (1663-1736) fue provincial de los Jesuitas en Mérida de Nueva España y Jaime de Mimbela (1666-1739) fue obispo de Trujillo en el Virreinato del Perú.
Según Arlegui, fue nombrado maestro de estudiantes en el convento de San Francisco de Zaragoza en algún momento posterior al 16 de octubre de 1691. No está claro en qué convento franciscano se encontraba cuando partió hacia América. Félix Vallés habla de que se encontraba en Borja; Latassa da a entender que se encontraba en Fraga; Arlegui da a entender que se encontraba en Zaragoza.
En América tuvo una carrera meteórica, leyendo Artes y Teología y fue declarado letor jubilado. Gobernó varios conventos y desempeñó los cargos de definidor de la provincia de los Zacatecas, de calificador del Santo Oficio y a partir de 1702 de procurador general de las provincias de la Nueva España, en Madrid.
Durante su estancia en Madrid, el rey Felipe V lo nombró obispo de Panamá, pero no llegó a ocupar el cargo al ser nombrado prelado de Ohajaca. El nombramiento debió producirse en la primera mitad de 1712, ya que el 22 de julio de 1712 enviaba su biblioteca hacia Nueva España y pocos días después comenzaba las preparaciones para su propio viaje. Debió de zarpar en 1713 en el galeón Santo Cristo de San Román.
El 26 de febrero de 1714 fue nombrado obispo de Guadalajara de la Nueva España, siendo ordenado antes del 4 de noviembre de 1714 y consagrado por el obispo Pedro de Tapiz y Garcia; se instaló en su puesto el 19 de noviembre de 1714. Parece ser que su relación con el cabildo de la Catedral de Guadalajara fueron buenas, al contrario de lo que había ocurrido con el anterior obispo, Diego Camacho y Ávila. En su trabajo como obispo destaca su impulso para la finalización de las obras de la Catedral y la iniciativa para la construcción de la iglesia de Nuestra Señora del Pilar.

## Obra
- Tratado para la conservacion de los reales privilegios concedidos á los Minoristas Franciscanos de la Nueva España (Madrid)[1]
- Apología pro Catedra Ven. Doct. Subtilis in Cæsaraugustana Academia erigenda (Madrid, 1721)[1]